# 南海トラフ

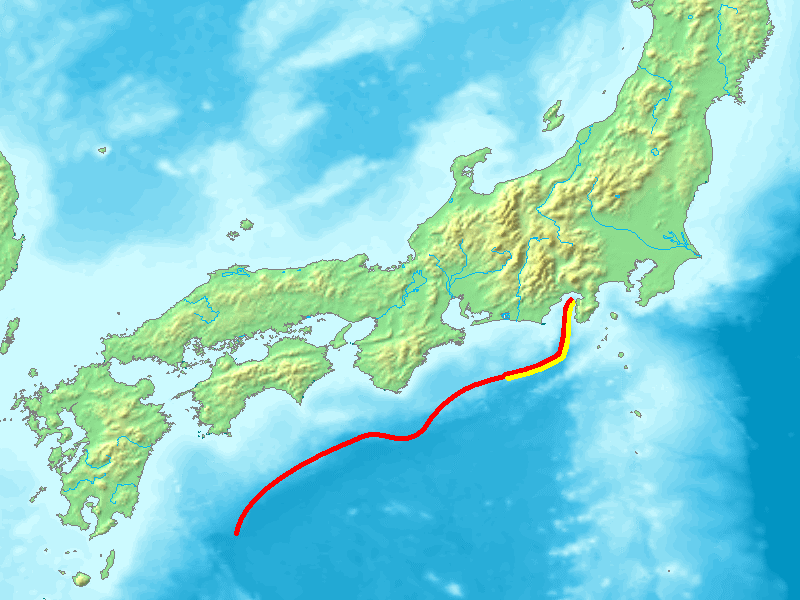
南海トラフの位置（赤線）。黄線の部分は駿河トラフとも呼ばれる。

南海トラフ（なんかいトラフ・南海舟状海盆；なんかいしゅうじょうかいぼん、英: Nankai Trough）は、四国の南の海底にある水深4,000m級の深い溝（トラフ〈舟状海盆〉）のこと。東端を金洲ノ瀬付近のトラフ狭窄部、西端を九州・パラオ海嶺の北端とする。南海トラフをdeformation frontとして南側のフィリピン海プレートが北側のユーラシアプレート下に沈み込んでいる収束型のプレート境界としている。南海トラフ北端部の駿河湾内に位置する右図黄線の部分は駿河トラフとも呼称される。九州・パラオ海嶺を挟んで西側に琉球海溝が連続する。
数十年から数百年間隔で南海舟状海盆（トラフ）のメガスラスト及びこれに付随する断層を震源断層とする巨大地震が発生していると考えられている。
南海舟状海盆（トラフ）沈み込み帯に並行して上盤側には西南日本弧が伸び、付加体や外縁隆起帯・前弧海盆が発達する。

## 概要
プレートテクトニクスの解釈によれば南海トラフは、北西方向に進んできた密度の高い海洋プレートであるフィリピン海プレートが、密度の低い大陸プレートであるユーラシアプレート（アムールプレート）と衝突してその下に沈み込んでいる、沈み込み帯である。
南海トラフの巨大地震震源域では陸上のGPS観測網から陸側のプレートが西北側へ移動していることが示され、プレート間の固着によって陸側のユーラシアプレートもフィリピン海プレートと共に引きずり込まれており「すべり遅れ速度分布」として知られていたが、海上保安庁によって2011年から約4年間行われた観測では、南海トラフ沿いの海底に於いても陸側のプレートが北西方向に移動していることが改めて示され、移動速度は海域毎に異なるが最大となる遠州灘（浜名湖沖）と紀伊水道沖では最大で年間6cm程度の移動とされている。
南海トラフのトラフ軸は、駿河湾の富士川河口付近を基点として、御前崎沖まで南下しその後南西に向きを変え潮岬沖、室戸岬沖を通って九州沖に達する。九州東方沖にある西端の先は、琉球海溝（南西諸島・沖縄の東を南北に走る）に繋がる。また、富士川河口付近にある東端の先は、陸地である富士山・箱根山・丹沢山地付近を経て相模トラフへと繋がると考えられているが、どの断層帯が境界であるかは定まっておらず、むしろ、1つながりの断層ではなく多数の断層群がプレート間の力学的境界をなしているという見方もある。
第二次世界大戦後の昭和中期に南海地震の研究を行った沢村武雄は、南海地震や東南海地震の震源域が西日本に平行に東西に延びていることに着目し、これらの震源域を衝上断層（スラスト）であることから「南海スラスト」と名付けた。後にプレートテクトニクス理論が一般化すると単なる衝上断層ではなく沈み込み帯であることが分かり、深さ6,000m未満なので「南海トラフ」と呼ばれるようになった。

## 南海トラフにおける地震

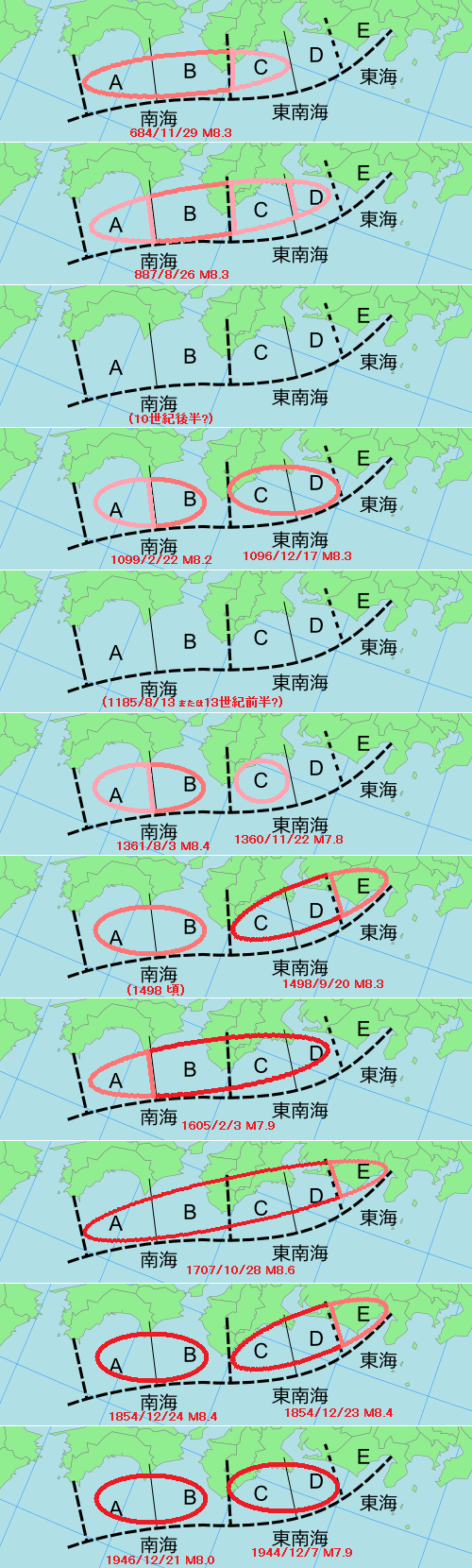
過去に発生した南海地震、東南海地震、東海地震の推定震源域（地震調査委員会、2000年）

南海トラフの各所では、マグニチュード (M) 8クラスの巨大地震が約100年から200年の周期で発生している。
最も新しいものでは、1944年に紀伊半島南東沖を震源とする東南海地震（M7.9, Mw8.2） 、1946年に同じく紀伊半島南方沖を震源とする南海地震（M8.0, Mw8.4）が発生し、いずれも死者が千名以上に上る大きな被害となった。しかしこの時、この2つの地震の震源地に隣接する駿河湾付近の南海トラフ（駿河トラフ）では地震が起こらなかった。駿河トラフでは、紀伊半島沖から駿河湾を震源域として発生した1854年の安政東海地震以来、150年以上にわたって地震が発生していない状態が続いている。このため、"プレートが滑り残った"駿河湾で単独の巨大地震（東海地震、安政東海地震等とは震源域が異なり、区別するために「想定東海地震」と呼ぶ場合がある）が起こるのではないかという懸念が1970年代頃から出はじめ、プレスリップ理論に基づく予知法を根拠として、大規模地震対策特別措置法に基づく予知体制が整備された。
一方、安政の地震のもうひとつ前、宝永地震の際には四国沖から駿河湾までの広範囲で一度に地震が発生し連動型となった。このように南海トラフでは繰り返しの度に巨大地震の発生様式は異なることが分かっている。政府として東海地震対策が進められる中で、さらに東南海地震と南海地震が連動した3連動の東海・東南海・南海地震を想定する動きが2000年代ににわかに見られ、想定が行われた。しかし、2011年に発生したMw9.0の東北地方太平洋沖地震は、これまでの想定を超える規模の地震が南海トラフでも起こりうる可能性を浮き彫りにし、M9クラスを想定範囲に入れた南海トラフ巨大地震として想定を見直すこととなった。
さらに、これら三大地震には含まれないが、南海トラフの西端部（日向灘）で発生する日向灘地震というものがある。この地震は、上記3つのようにM8以上の海溝型地震を起こしたという記録は現在のところない。しかし、M7.6前後の地震を約200年周期で引き起こしており、一回り小さいM7.0 - 7.2の地震は約20 - 27年という非常に短い周期で引き起こすことが知られている。特に1498年日向灘地震では南海地震と連動した（あるいは南海地震の一部であった）可能性、1707年の宝永地震では東海・東南海・南海連動型地震に加えて日向灘地震も連動した可能性が指摘されている。
海溝型地震の研究分野に於いては、滑り分布の情報が最も充実している場所である。また、後述の地震発生帯掘削計画の成果により、海溝軸付近でも地震性滑りによる熱変位を生じた痕跡が発見されており、発生する津波が想定を越え巨大化すると懸念されている（2011年3月の東北地方太平洋沖地震では破壊が海溝軸付近まで達していた）。
南海トラフ巨大地震では最大クラスの想定でMw9.1、最大震度7を、静岡県、愛知県、三重県、兵庫県、和歌山県、徳島県、香川県、愛媛県、高知県、宮崎県で観測し、死者24.7万人程度、最大津波高は34m。経済被害は資産等が約171.6兆円・経済活動への影響が約36.2兆円と予測されている。

### 地震発生帯掘削計画

#### 計画内容
2003年10月から始められた24か国が参加する多統合国際深海掘削計画（IODP）によるプロジェクトの一環として、「南海トラフ地震発生帯掘削計画」が行われている。このプロジェクトは、日本の地球深部探査船「ちきゅう」と、米国の掘削船2隻を主力とし欧州が提供する特定任務掘削船の複数の掘削船により深海底の掘削調査が進行中である。目的は、地球環境変動、地球内部構造、地殻内生命圏等の解明で、全体として4段階（ステージ）に分けた掘削が計画されている。2011年時点では、ステージ3まで終了すると共に採集したコアの分析が進められている。
ステージ1（2007年9月 - 2008年2月）
- 南海トラフに沿った巨大分岐断層やプレート境界断層の浅部（1,400m以浅）のライザーレス掘削を実施。紀伊半島沖熊野灘において複数地点の地層のサンプルを8箇所で採集した。

ステージ2（2009年5月 - 7月）
- 巨大地震発生帯の直上を掘削し（ライザーおよびライザーレス掘削）、地質構造や状態の解明を目的とする。掘削孔内に地震準備過程のモニタリングの為の観測機器を設置。また、プレートとともに地震発生帯に沈み込む前の海底堆積物の試料を3箇所で採集した。

ステージ3（2010年7月 - 2011年1月）
- 巨大地震を繰り返し起こしている地震発生帯に直接到達するライザー掘削を実施し、地震発生物質試料を直接採取した。

ステージ4
- 巨大地震発生帯の掘削孔に長期間観測可能な観測を行うシステムの設置を計画している。将来的には、地震・津波観測監視システム（DONET）との連携も検討中。

#### 主な成果
- 2011年 南海トラフ地震発生帯掘削計画ステージ1の成果として、採集したコアから津波断層の活動痕を初めて発見[11]し、1944年東南海地震の津波断層を特定[12][13]した。また、過去の東南海地震の活動歴として、C004コアから従来知られていなかった紀元前1500年±34年と、約10600年前の痕跡を発見した。
- 2012年1月27日、東京大学大気海洋研究所等の研究チームが、南海トラフで巨大断層を発見したと発表。1707年に発生した宝永地震の断層の痕跡とみられている。

### 観測体勢
海洋研究開発機構が運用する地震と津波を常時観測監視するシステムとして、熊野灘にDONET（運用中）および徳島県沖から高知県沖の紀伊水道にDONET2（運用中）があり、観測データは防災科学技術研究所および気象庁へリアルタイムで提供されている。

## 南海トラフの生物相
多くの湧水生物群集が確認されており、南海トラフ・駿河湾・九州海域として、生物多様性の観点から重要度の高い海域に選定されている。